# هوندا زست
هوندا زست (به انگلیسی: Honda Zest) خودرویی از نوع خودروی کی است که از سال ۲۰۰۶ تا تا ۲۰۱۲ توسط شرکت خودروسازی هوندا تولید شده‌است.
ابن خودرو دارای ۵ در (چهار در کناری و یک در عقب) بود و اولین خودرو در کلاس کی بود که در زمان سفارش آن، مشتری می‌توانست کیسهٔ هوای جانبی را نیز به امکانات اضافهٔ آن بیافزاید. موتور ۳ سیلندر هوندا زست دارای حجم ۶۵۹ سی‌سی و مجهز به توربوشارژر بود. در مجموع ۲ تیپ مختلف از هوندا زست با نام‌های «زست» و «زست اسپورت» قابل سفارش بود.